# Entylomatales
De Entylomatales vormen een orde van Exobasidiomycetes uit de subklasse van de Exobasidiomycetidae. Er is maar 1 familie, die tot deze orde behoort, de Entylomataceae.

## Taxonomie
De taxonomische indeling van de Entylomatales is als volgt:
- Orde: Entylomatales
  - Familie: Entylomataceae